# Giorgio Sacerdoti
Giorgio Sacerdoti (Trieste, 15 maggio 1925 – Milano, 25 maggio 2005) è stato un ingegnere, informatico e progettista di computer italiano.

## Biografia
Figlio di Cesare Sacerdoti , si laurea in ingegneria elettrotecnica a Roma nel 1953 svolgendo una tesi sui calcolatori elettronici (la prima in Italia). Nel 1954 viene incaricato dell'installazione del calcolatore Ferranti presso l'Istituto Nazionale per le Applicazioni del Calcolo del CNR di Roma, divenendone poi direttore del centro di calcolo.
Nel 1956 entra a far parte del gruppo di giovani ricercatori che a Pisa nel Laboratorio Ricerche Elettroniche della Olivetti stanno progettando e costruendo un calcolatore destinato ad uso industriale (poi noto come Elea), assumendo la responsabilità del progetto di sistema e del software. Mantiene la stessa responsabilità quando nel 1958 il Laboratorio si trasferisce a Milano. 
L'8 novembre 1959, in via Clerici 4 a Milano (sede della Olivetti) la fabbrica di Ivrea presentò al Presidente della Repubblica Giovanni Gronchi il modello ELEA 9003, primo elaboratore realizzato in Italia e uno dei primi al mondo (se non il primo) a funzionare completamente a transistor. Il calcolatore era dotato di una struttura logica d'avanguardia, ideata dall'ingegnere triestino di formazione romana Giorgio Sacerdoti, caratterizzata da una capacità di multitasking che poteva gestire fino a tre programmi contemporaneamente. L'architetto Ettore Sottsass, celebre esponente dello spazialismo, ne curò il design estremamente innovativo, elegante e funzionale che gli valse il Compasso d'Oro.
Nel 1962 diviene direttore del Laboratorio dove si progettano altri computer della serie Elea e le relative apparecchiature elettromeccaniche e rimane con la stessa funzione quando le attività elettroniche della Olivetti vengono raggruppate nella Olivetti General Electric. In questo periodo per due anni consecutivi è professore incaricato del corso di "Calcolatori elettronici" nella Facoltà di Ingegneria dell'Università di Genova.
Nel 1967 assume la Direzione per la formazione del personale del Gruppo Olivetti nel mondo e in tale funzione sviluppa particolarmente le tecniche di addestramento mediante tecnologie audiovisive e informatiche e si fa carico di sensibilizzare gli ambienti pubblici e privati della necessità di formare i potenziali utenti in genere e i giovani in particolare all'uso delle tecnologie informatiche. Sarà questo un tema portato avanti anche in sede AICA, insieme all'argomento, ad esso complementare, dello sviluppo del software didattico.
Nel 1971 diviene direttore generale della Società di Ricerca SAGO, con sede a Firenze, attiva nel campo dell'applicazione delle tecnologie elettroniche per l'organizzazione della sanità. Simultaneamente presso la Facoltà di Ingegneria dell'Università di Firenze ricopre l'incarico di "Tecniche per l'organizzazione dei Sistemi" che mantiene fino al 1985 quando, nominato professore associato, va a coprire la cattedra di "Complementi di Calcolatrici" all'Università di Brescia.
Una costante della sua attività è l'impegno nell'Associazione Italiana per l'Informatica ed il Calcolo Automatico, AICA, di cui è presidente per tre mandati triennali (1970-1973, 1973-1976 e 1982-1985) e in cui per lungo tempo svolge incarichi culturali, organizzativi e di rappresentanza dell'Italia in organismi federativi internazionali, in particolare presso la IFIP, International Federation for Information Processing.